# Grand Prix de Ouest-France 1989
Il Grand Prix de Ouest-France 1989, cinquantatreesima edizione della corsa, si svolse il 22 agosto 1989 su un percorso totale di 250 km. Fu vinta dal francese Jean-Claude Colotti che terminò la gara in 6h15'06", alla media di 39,989 km/h

## Ordine d'arrivo (Top 10)
| Pos. | Corridore           | Squadra     | Tempo    |
| ---- | ------------------- | ----------- | -------- |
| 1    | Jean-Claude Colotti | RMO         | 6h15'06" |
| 2    | Bruno Cornillet     | Z-Peugeot   | s.t.     |
| 3    | Gilles Delion       | Helvetia    | a 5"     |
| 4    | Atle Kvålsvoll      | Z-Peugeot   | a 7"     |
| 5    | Thomas Wegmüller    | Domex       | a 12"    |
| 6    | Dominique Garde     | Super U     | a 37""   |
| 7    | Pascal Poisson      | Toshiba     | a 1'46"  |
| 8    | Thierry Claveyrolat | RMO         | a 2'59"  |
| 9    | Martial Gayant      | Toshiba     | a 3'52"  |
| 10   | Jos Van Aert        | Hitachi-VTM | s.t.     |